# Commission des affaires militaires

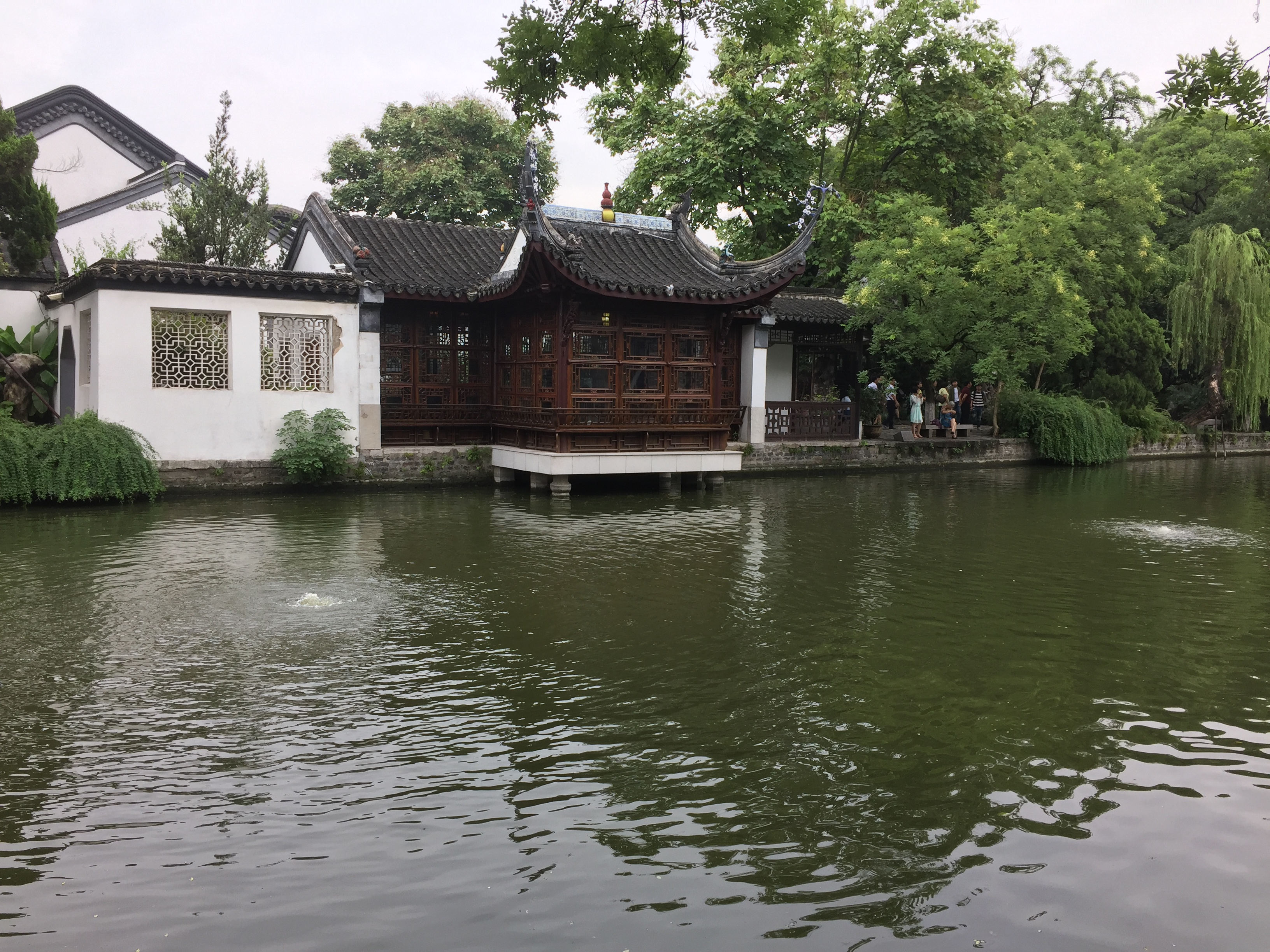
Anciens locaux de la commission des affaires militaires à Nankin

Le commandement de l'armée nationale révolutionnaire chinoise était dirigé par la commission des affaires militaires (國民政府軍事委員會), présidé par le Généralissime Tchang Kaï-chek durant la seconde guerre sino-japonaise et la Seconde Guerre mondiale. Elle est formée le 17 janvier 1938 de la façon suivante :
Président - Tchang Kaï-chek
- Conseillers militaires
- Chef de l'État-major - He Yingqin
  - Conseil des opérations militaires
  - Ministre de la Guerre
  - Conseil de l'entraînement militaire
  - Conseil de l'entraînement politique
  - Direction générale de la Cour martiale
  - Commission des affaires aéronautiques
  - Bureau du personnel militaire
  - Conseil des conseillers militaires
- Bureau principal de la commission des affaires militaires
- Bureau des aides
- Bureau d'enquêtes statistiques
- Bureau des membres du conseil
- Commandants des régions militaires
- Commandant-en-chef de la marine
- Commandant-en-chef de l'armée de l'air
- Département des services des zones reculées
- Commandants de la défense aérienne
- Commandants des garnison

## Référence
- Hsu Long-hsuen and Chang Ming-kai, History of The Sino-Japanese War (1937–1945) 2nd Ed., 1971. Translated by Wen Ha-hsiung, Chung Wu Publishing; 33, 140th Lane, Tung-hwa Street, Taipei, Taiwan Republic of China. Page 314 - 316.